# Бомліц
Бомліц (нім. Bomlitz) — сільська громада в Німеччині, розташована в землі Нижня Саксонія. Входить до складу району Гайдекрайс.
Площа — 64 км2. Населення становить Невірний параметр metadata 03 358 004 ос. (станом на 31 грудня 2021).